# 松露犬

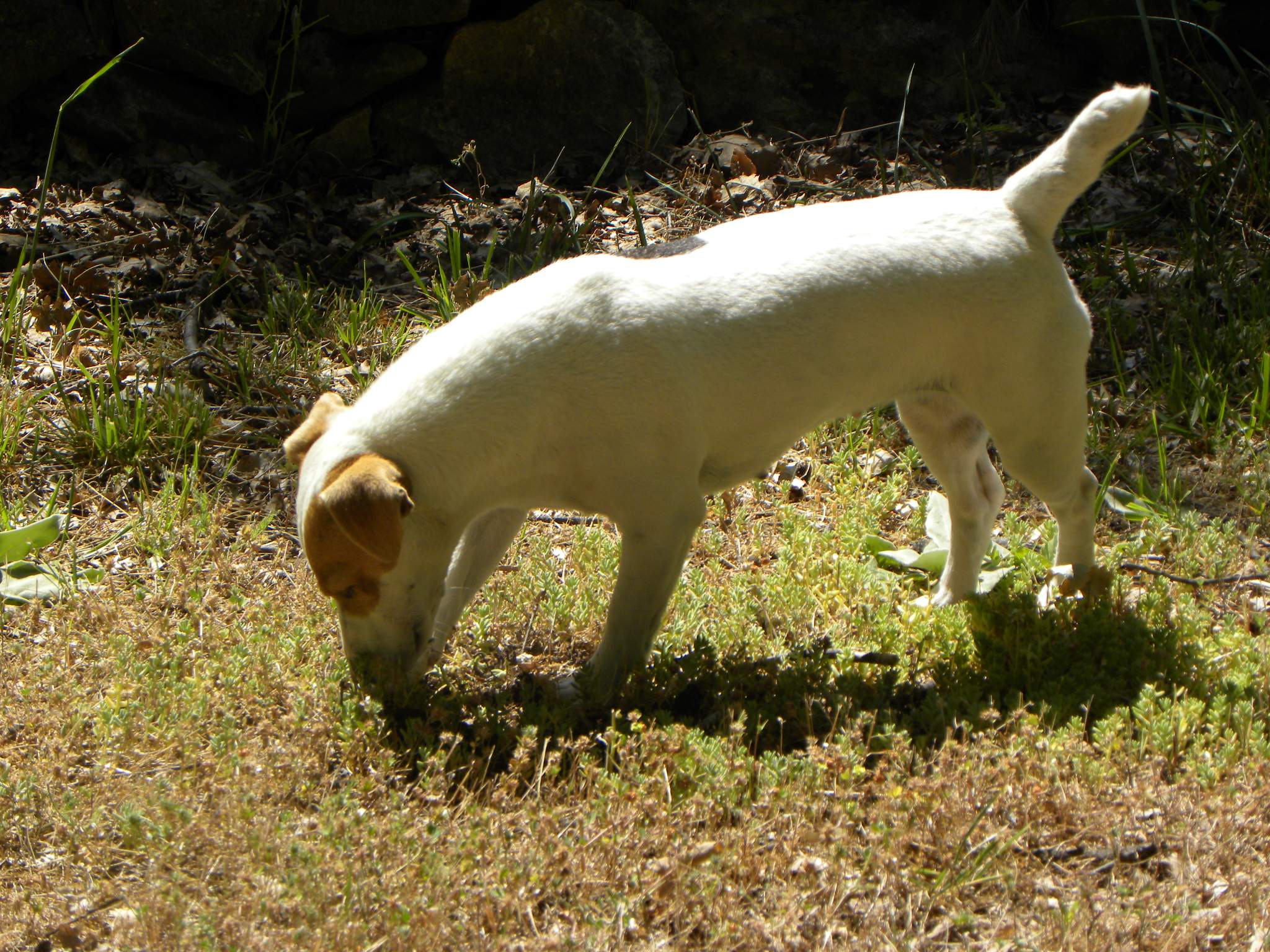
一隻嗅探中的松露犬。

松露犬（英語：Truffle Dog）是一種經過訓練的工作犬，能協助人類找出藏在土下的松露。雖然傳統上是利用豬來尋找松露，但豬尤其貪吃又難控制，松露犬正好就能彌補這種缺點，因此歐美不少農人逐漸以松露犬取代松露豬來協尋松露。
幾乎所有的狗品種都適合擔綱松露犬。